# Фрасулени (Јаши)
Фрасулени (рум. Frăsuleni) насеље је у Румунији у округу Јаши у општини Викторија. Oпштина се налази на надморској висини од 43 m.

## Становништво
Према подацима из 2002. године у насељу је живело 381 становника, од којих су сви румунске националности.